# إيه تي آي ماك
إيه تي أي ماك (بالإنجليزية: ATI Mach)‏ وهي سلسلة من وحدات معالجة الررسومات من شركة إيه تي أي بنظام رسومات ثنائي الأبعاد للحواسيب الشخصية. وهي السابقة لسلسلة إيه تي أي رايج.